# Nándor Fazekas
Nándor Fazekas, madžarski rokometaš, * 16. oktober 1976, Kecskemét.
Leta 2004 je na poletnih olimpijskih igrah v Atlanti v sestavi madžarske reprezentance osvojil 4. mesto.